# Ферибоу (окръг, Минесота)
Окръг Ферибоу (на английски: Faribault County) е окръг в щата Минесота, Съединени американски щати. Площта му е 1870 km². Според преброяването на САЩ през 2020 г. населението е 13 921. Административен център е град Блу Сити.

## История
Окръгът е основан през 1855 г. Кръстен е на Жан-Батист Ферибоу, заселник и френски търговец на кожи.

## География
Окръг Ферибоу се намира в южната част на Минесота. Неговата южна граница се допира до северната граница на щата Айова. Река Блу Ърт /Blue Earth River/ тече на север през западно-централната част на окръга; реката влиза от Айова с две разклонения, Уест Бранч /West Branch/ и Мидъл Бранч /Middle Branch/, сливащи се на 5 мили (8 km) в окръга. Към тях се присъединява още едно разклонение Ийст Бранч /East Branch/ близо до град Блу Ърт, оттам се влива на север в окръг Блу Ърт. Река Мейпъл тече в посока запад-северозапад през горната централна част на окръга, влизайки от окръг Фрийборн и излизайки в окръг Блу Ърт. Река Коб също протича през североизточната част на окръга, от Фрийборн до окръг Блу Ърт.
Теренът на окръга се състои от полусухи хълмове. Югоизточната част е ледникова морена, известна като Киестърската морена.  Окръгът има площ от 722 квадратни мили (1 870 km 2 ), от които 712 квадратни мили (1 840 km 2 ) са земя и 9,4 квадратни мили (24 km 2 ) (1,3%) са вода.

### Съседни окръзи
- Окръг Блу Ърт – север
- Окръг Уасика – североизток
- Окръг Фрийборн – изток
- Окръг Уинебаго, Айова – югоизток
- Окръг Косут, Айова – югозапад
- Окръг Мартин – запад